# Monte Tumba
Il Monte Tumba (1.880 m s.l.m. - in macedone ed in bulgaro Тумба) è una montagna della catena montuosa della Belasica.

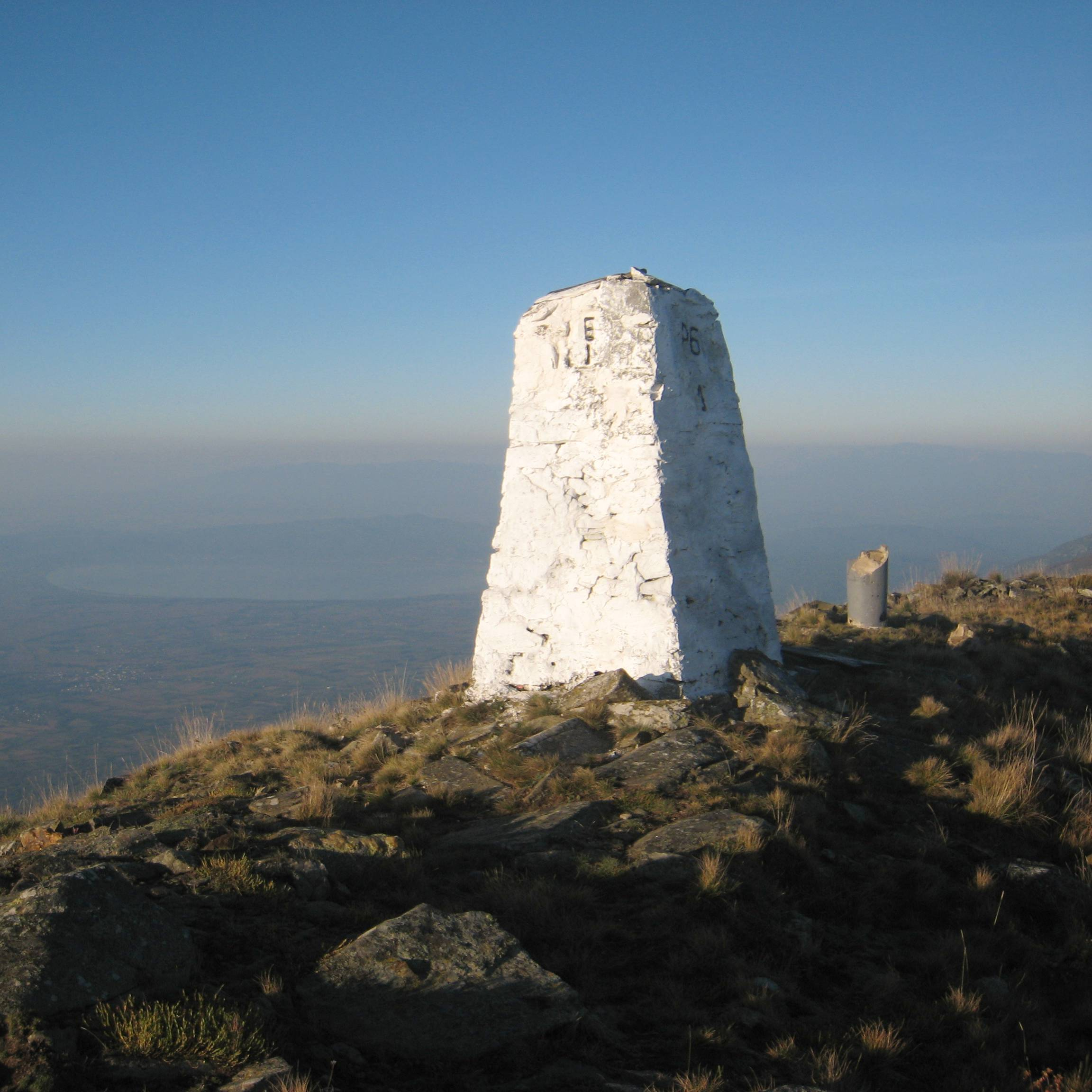
Cippo in vetta alla montagna indicante la triplice frontiera.

Ha la caratteristica che sulla vetta è collocata la triplice frontiera tra la Bulgaria, la Grecia e la Macedonia del Nord.